# Maunaloa
Maunaloa és una concentració de població designada pel cens dels Estats Units a l'estat de Hawaii. Segons el cens del 2000 tenia 230 habitants.

## Demografia
Segons el cens del 2000, Maunaloa tenia 230 habitants, 65 habitatges, i 53 famílies La densitat de població era de 530,74 habitants per km².
Dels 65 habitatges en un 50,8% hi vivien nens de menys de 18 anys, en un 56,9% hi vivien parelles casades, en un 18,5% dones solteres, i en un 18,5% no eren unitats familiars. En el 13,8% dels habitatges hi vivien persones soles l'1,5% de les quals corresponia a persones de 65 anys o més que vivien soles. El nombre mitjà de persones vivint en cada habitatge era de 3,54 i el nombre mitjà de persones que vivien en cada família era de 3,96.
Per edats la població es repartia de la següent manera: un 43,5% tenia menys de 18 anys, un 8,3% entre 18 i 24, un 25,2% entre 25 i 44, un 14,3% de 45 a 64 i un 8,7% 65 anys o més.
L'edat mediana era de 21,8 anys. Per cada 100 dones hi havia 109,09 homes. Per cada 100 dones de 18 o més anys hi havia 94,03 homes.
La renda mediana per habitatge era de 22.232 $ i la renda mediana per família de 21.786 $. Els homes tenien una renda mediana de 23.333 $ mentre que les dones 20.625 $. La renda per capita de la població era de 8.065 $. Aproximadament el 19,2% de les famílies i el 22,3% de la població estaven per davall del llindar de pobresa.

## Poblacions més properes
El següent diagrama mostra les poblacions més properes.